# 裴度

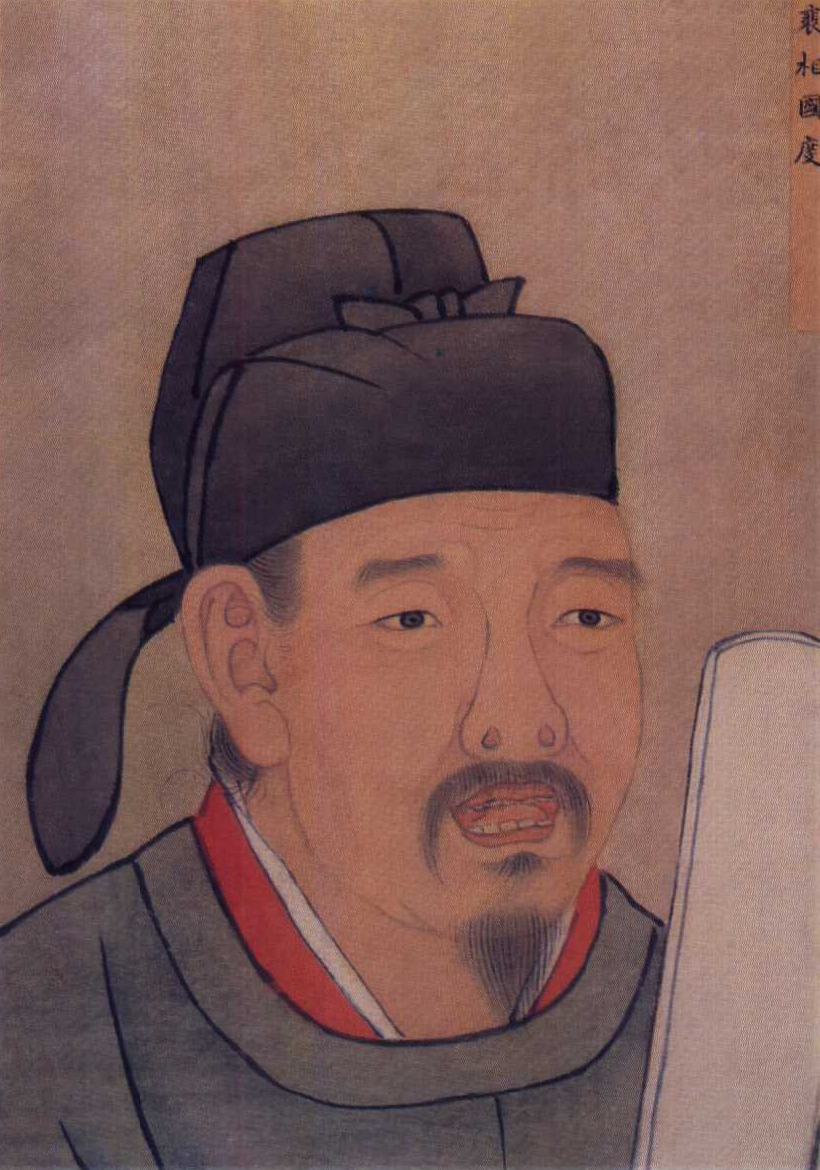
裴度

裴 度（はい ど、765年 - 839年）は、中国唐代の政治家で宰相を務めた。字は中立。

## 略伝
河東郡聞喜県（現在の山西省運城市聞喜県）の名門の河東裴氏の出身。789年に進士に及第し宏詞科に登り、制挙に応じて対策高等・河陰県尉を授けられる。監察御史に遷り、一時は河南府功曹に左遷されるが、811年に司封員外郎知制誥より本司郎中になり、中書舎人・御史中丞・門下侍郎・同中書門下平章事と累進を重ねた。当時は淮南西道節度使の呉元済が横暴を極め蔡州を占拠して反抗を続けており、憲宗は軍を派遣したが鎮圧に失敗していた。群臣の多くは撤兵を進言したが、裴度だけは断固討伐すべきであることを論じ、自ら督戦することを請願して許され、817年8月からの裴度の処置により10月には乱が鎮定された。この功績により金紫光禄大夫・弘文館大学士に加えられ、上柱国を賜い晋国公に封ぜられた。韓愈は行軍司馬として、この呉元済の乱を鎮圧する軍に従っていたために、詔を受けて「平淮西碑」の文を撰述し、裴度を称えている。
その後、姦臣の程异や皇甫鎛と対立して819年に河東節度使に左遷されたが、穆宗即位後の821年秋に幽州・鎮州に反乱が起こり、さらに朱克融・王廷湊が河朔に乱を起こすと、鎮州四面行営招討使に任命され寝食を忘れて任務にあたり、穆宗にその忠誠を嘉され中書侍郎・同中書門下平章事とされた。しかし、李逢吉との争いから山南西道節度使に出されて、826年に中央に復帰し、今度は李逢吉・牛僧孺らを追いやった。文宗が即位した後、李徳裕を宰相に推薦するが、李宗閔によって反対されて頓挫し、裴度自身も宰相を辞めて襄陽節度使となって出向し、834年には東都（洛陽）留守に遷った。
この頃に邸宅を洛陽の集賢里に建て、午橋には別荘として緑野堂を造り、詩人の白居易・劉禹錫と詠唱し詩酒琴書を楽しみ、当時の名士が彼のもとに多く訪問するようになった。文宗は洛陽から長安に至る人士があれば必ず裴度の安否を尋ねたという。839年に中書令を拝命し、その年に75歳で没する。太傅を追贈され、文忠と諡される。841年には太師の位を加えられ、宣宗の代には憲宗の廟に埋葬された。

## 評価
裴度は風貌俊爽とし雄弁であり名臣として異国にもその名が聞こえ、周辺民族の君主・族長は唐の使者が来ると裴度の年齢と容貌を問うたという。「四朝に歴事し、全徳を以て終始した」と史書で評される。
王夫之は『読通鑑論』で、裴度が憲宗に願って宰相が私邸で説客と談論することを許可されるようにしたことについて、情報や良策を集める善い方法であったが元稹や白居易のような文人の言論が国益にかなうことは少なかったのではないか、として危ぶみ、さらに裴度は重く用いられたが皇帝に深く信任されず宦官の跋扈を許し、裴度に推挙された士は彼を旗頭として党を組んで姦臣と争うことにより、朋党の禍を招いたことを惜しんでいる。
裴度は文章にも一家言あり、当時韓愈が唱えていた「古文」への復帰に対し、「文の善し悪しは気品の高下、思いの深浅によって異なるのであり、章句の技巧とは関わりない」という意見を残している（『寄李翺書』）。
| 溪居       |                    |
| 門徑俯淸溪 | 門徑は淸溪に俯す   |
| 茆檐古木齊 | 茆檐は古木にひとし |
| 紅塵飛不到 | 紅塵飛び到らず     |
| 時有水禽啼 | 時に水禽の啼くあり |

## 伝記資料
- 『旧唐書』巻170裴度伝
- 『新唐書』巻173裴度伝